# 日露関係史

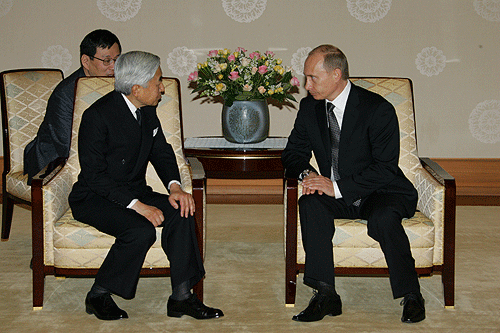
日本の国家元首である明仁天皇（左）とロシア連邦の国家元首である大統領ウラジーミル・プーチン（右）（2005年11月22日）

日露関係史（にちろかんけいし、ロシア語: История российско-японских отношений）では、日本とロシア連邦の両国関係の歴史を述べる。かつてこれらの地域にあった国家・王朝を含める。両国はロシア人の極東進出と日本人の北方開拓の結果、隣国として基本的には敵対しながらも密接な関係を結びつつ歩んできた。

## 正式な条約を結ぶ前の歴史

### ロシアの東方進出

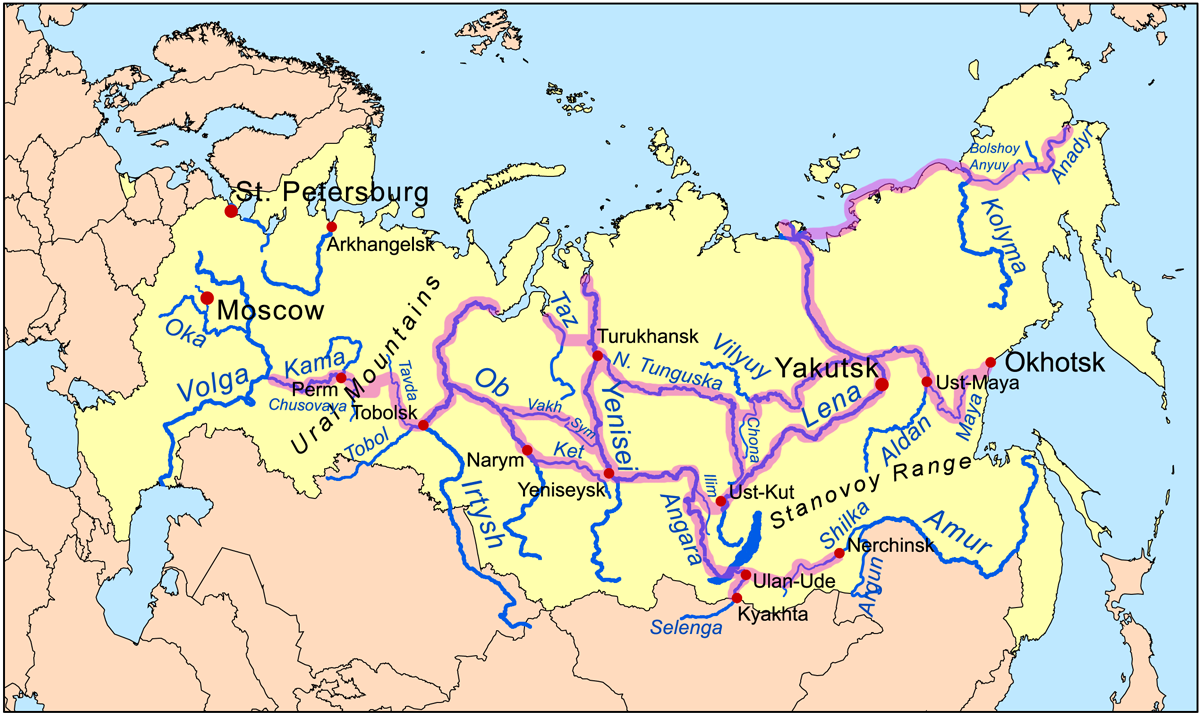
シベリアの大河をつないだ東西連絡路。シベリアの河川交通を参照

モスクワ・ロシアのイヴァン4世は常備軍ストレリツィを設立すると、1552年のカザン包囲戦でヴォルガ川中流域のカザン・ハン国を併合した。1555年、モスクワ会社が設立されて北極海航路の探検が活発化し、エニセイ川までの航路が開拓された。摂政ボリス・ゴドゥノフは、イェルマークを支援して1598年にシビル・ハン国を滅ぼし、西シベリアの西シベリア平原へ版図を拡げた。
17世紀には東シベリアへの進出を図るロシア・ツァーリ国のコサックによって、レナ川やコリマ川までの航路が開拓された。1632年にはヤクーツクに砦が建設された。1639年にイヴァン・モスクヴィチンがオホーツク海に達し、1643年にセミョーン・シェルコヴニコフ（Семёна Шелковникова、Semyon Shelkovnikov）がオホーツクに町を建設した。1640年代からヴァシーリー・ポヤルコフやエロフェイ・ハバロフなどの探検隊が、ヤクーツクを拠点として、ゼヤ川やアルグン川から農耕が可能なアムール川流域への南下を開始し、清露国境紛争が起きた。

### フリースの金銀島探検隊
1643年にオランダ東インド会社のマルチン・ゲルリッツエン・フリースが択捉島と得撫島に上陸し、領有権を宣言した（オランダ領千島）。

### デジニョフ探検隊
1648年、セミョン・デジニョフがチュクチ半島（デジニョフ岬）、ベーリング海峡、アナディリ川を発見していた。1649年、オホーツクに砦が建設された。
1651年、アムール川畔のアルバジンに砦が建設された。1654年と1658年の「清露国境紛争」（中: 雅克薩戦役、朝: 羅禪征伐、露: Русско-цинский пограничный конфликт）で清軍が攻撃してアルバジン砦を破壊。1689年にネルチンスク条約を締結。国境がスタノヴォイ山脈に定められた。

### アトラソフ探検隊
1697年頃に日本人漂流民の伝兵衛らとウラジーミル・アトラソフが出会って初めて日本に具体的に関わった。1698年にピョートル1世はサンクトペテルブルクに日本語、中国語、韓國語、露語、南蠻語、拉丁語学習所を設置し、伝兵衛が言語を教えた。1706年、カムチャツカ半島をロシアが占領。カムチャツカ半島を領有したロシア人は、毛皮などを獲るために色列斯千島でも活動し、日本も在住のアイヌを通じて部分的には交易を行うなど接触はされていたが、東方に土着したロシア人はヨーロッパから遥か離れたこの地で、物資の不足にあえいでおり、食料物資などの補給のために高方の日本との交易を求めていた。

### コジレフスキー探検隊
1711年、イワン・コジレフスキーが千島列島（この時、-Курильские острова-と命名した）を探検し、最南部の国後島に上陸した。

### ベーリング探検隊

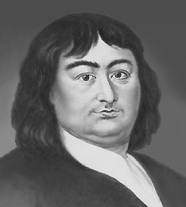
ヴィトゥス・ベーリング

1739年にヴィトゥス・ベーリングが派遣したマルティン・シュパンベルク隊が仙台湾や安房国沖に接近したものの、徳川幕府は沿岸防備を強化したため、接触に失敗した（→元文の黒船）。日本もこの頃までには、北方に「おろしや」という国があることを知るようになった。
1762年にロシアはエカチェリーナ2世の治世となり、1764年に東方のイルクーツクに日本航海学校を、1768年に日本語学校をそれぞれ設置し、日本付近への航海を積極的に行うようになった。こうして18世紀にはロシアと日本も、ほぼ隣国の関係となり、日本近海、とくに蝦夷地周辺に『赤蝦夷』と呼ばれていたロシア勢力が出現するに及んで江戸幕府の北方開拓を刺激することにもなった。
1771年に阿波国にロシア船が漂着する「ベニョフスキー事件」（「はんべんごろう事件」とも）もあった。

### アンチーピン外交

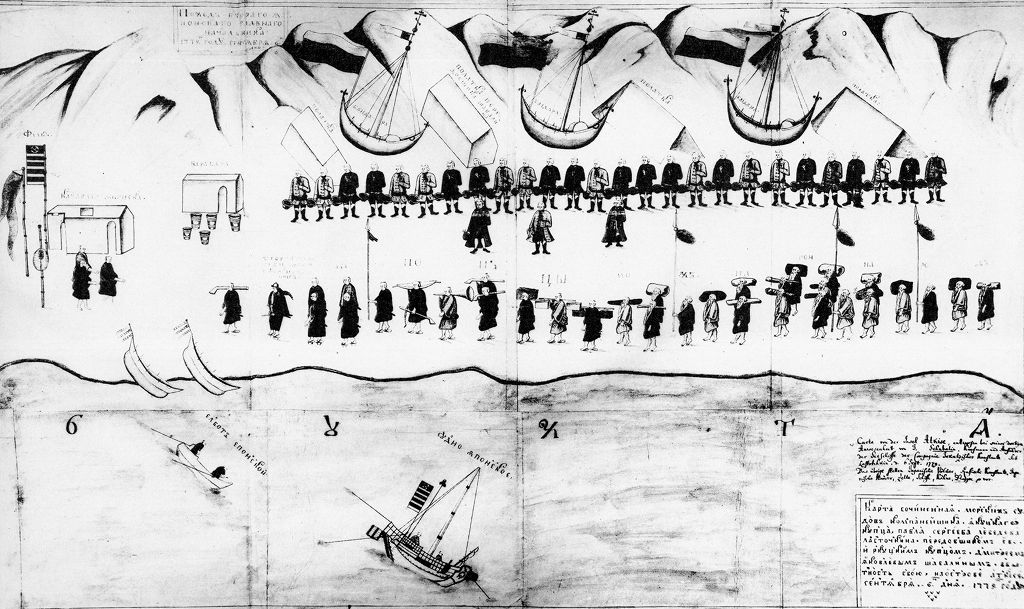
1778年、厚岸にエカチェリーナ2世の勅書を携えた、イワン・アンチーピン(Иван Антипин)を始めとするロシア人訪問団が来訪した。

1778年にロシアの勅書を携えたイワン・アンチーピンの船が蝦夷地を訪れて直に通商を求めたが、翌1779年に松前藩はそれを拒否した。1781年、仙台藩の藩医工藤平助はロシア研究書である『赤蝦夷風説考』を著述し、北方海防の重要性を世に問うた。当時政治改革を主導していた老中田沼意次も北方に関心を抱き、蝦夷地調査などを開始したが、まもなく田沼は失脚した。

### ラクスマン外交
1783年に日本の船頭大黒屋光太夫が伊勢白子浦から江戸へ向かう航海の途上に漂流してアリューシャン列島に漂着し、一行はロシア人によって保護された。
1791年に大黒屋光太夫は女帝エカチェリーナ2世と謁見した。帰国を望んでいた光太夫は、1792年にロシア使節アダム・ラクスマンに伴われて根室に着いた。ロシアは漂着民を届けることを根拠に通商交渉を狙ったが、再度断られ、老中松平定信は周辺を巡視させた。光太夫によって伝えられたロシア事情は桂川甫周の手よって『北槎聞略』にまとめられ、幕府にとっては鎖国時代における貴重なロシア情報となった。また、海外事情に通じた林子平がロシアの日本近海進出について説く啓蒙活動を行い、長崎出島でのオランダ通詞からの情報などでロシアに関する認識が深まっていった。

### レザノフ外交・ゴローニン事件

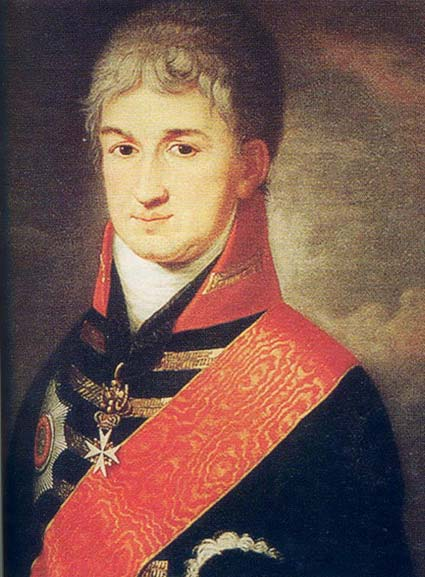
ニコライ･レザノフ

1793年11月、仙台藩の津太夫や善六ら16人乗りの若宮丸が石巻から江戸へ向かう航海の途上に漂流してアリューシャン列島東部のウナラシカ島に漂着した。
1799年に松前藩に代わって幕府が蝦夷地の直轄統治を開始し、最上徳内や近藤重蔵に蝦夷地探検を行わせた。
同年に露米会社が勅許を受けてロシア領アメリカが成立した。ニコライ・レザノフは、アラスカの維持に必要な食料調達のために、日本やスペイン領アルタ・カリフォルニアに交渉を開始する。1804年9月にレザノフは日本人漂流者の津太夫らを伴い、長崎に来航した。渡された国書にはロシア語による正文と日本語・満洲語による訳文があったが、日本語の訳文は不完全で意味を取ることが難しく、レザノフに同伴してきたドイツ人の博物学教授ラングスドルフがロシア語をオランダ語に翻訳し、それを重訳する形で日本語に直された。同年10月、シトカの戦い。1806年2月、津太夫によって伝えられたロシア事情が『環海異聞』に仙台藩でまとめられた。ロシアの開港要求を幕府が拒絶したため、レザノフは武力による通商開始を上奏していた。
1806年1月26日に江戸幕府は異国船打払令を廃止し薪水給与令（文化の撫恤令）を発布した。しかし、同年9月にレザノフの部下ニコライ・フヴォストフが蝦夷地の日本側拠点である樺太の松前藩の番所を襲撃（フヴォストフ事件）。1807年5月には択捉島駐留の幕府軍を攻撃した(文化露寇)。そのため、江戸幕府は薪水給与令を撤回し、同年12月にはロシア船打払令を発布した。並びに、幕府は幕府軍の増強を謀ったが津軽藩士殉難事件が起こっている。1807年にレザノフが病死し、1808年にロシア軍の暴挙を聞いた皇帝アレクサンドル1世が全軍撤収命令を下し、フヴォストフは処罰された。1808年には松田伝十郎と間宮林蔵がロシア帝国の動向について調査するために樺太へ渡り、1809年に間宮海峡を沿海州へ渡って黒竜江下流を調査した記録が『東韃地方紀行』にまとめられた。しかし、日露間の緊張関係を背景に、1811年には千島列島を探検中に国後島に上陸したヴァシーリー・ゴロヴニーンが幕吏に捕らえられ、その報復として日本の商人である高田屋嘉兵衛が連れ去られる事件が起こった（ゴローニン事件）。ゴローニン事件解決後の日露関係は落ち着きを取り戻し、1821年蝦夷地は再び松前藩に返還された。
1828年にシーボルトから最上徳内と高橋景保とへ北方の地図や日本の地図と引き換えにクルーゼンシュテルン（レザノフが後援していた）の『世界周航記』が与えられたことが、シーボルトからの手紙を間宮林蔵が上司に提出したことにより発覚し、シーボルト事件が起った。

### ロシアにおける日本語教育の衰退及び日本におけるロシア研究の始まり
1805年にロシア唯一の日本語学校がイルクーツクの中学校に合併され、1816年7月26日にはその日本語学校も閉鎖されることとなった。
1814年に日本において、最初の露日辞書の俄羅斯語小成及び露語文法書の魯語文法規範が編纂された。その後、幾らかの訳書も出たが、ロシア研究熱は長くは続かなかった。

## 日露修好通商条約の締結

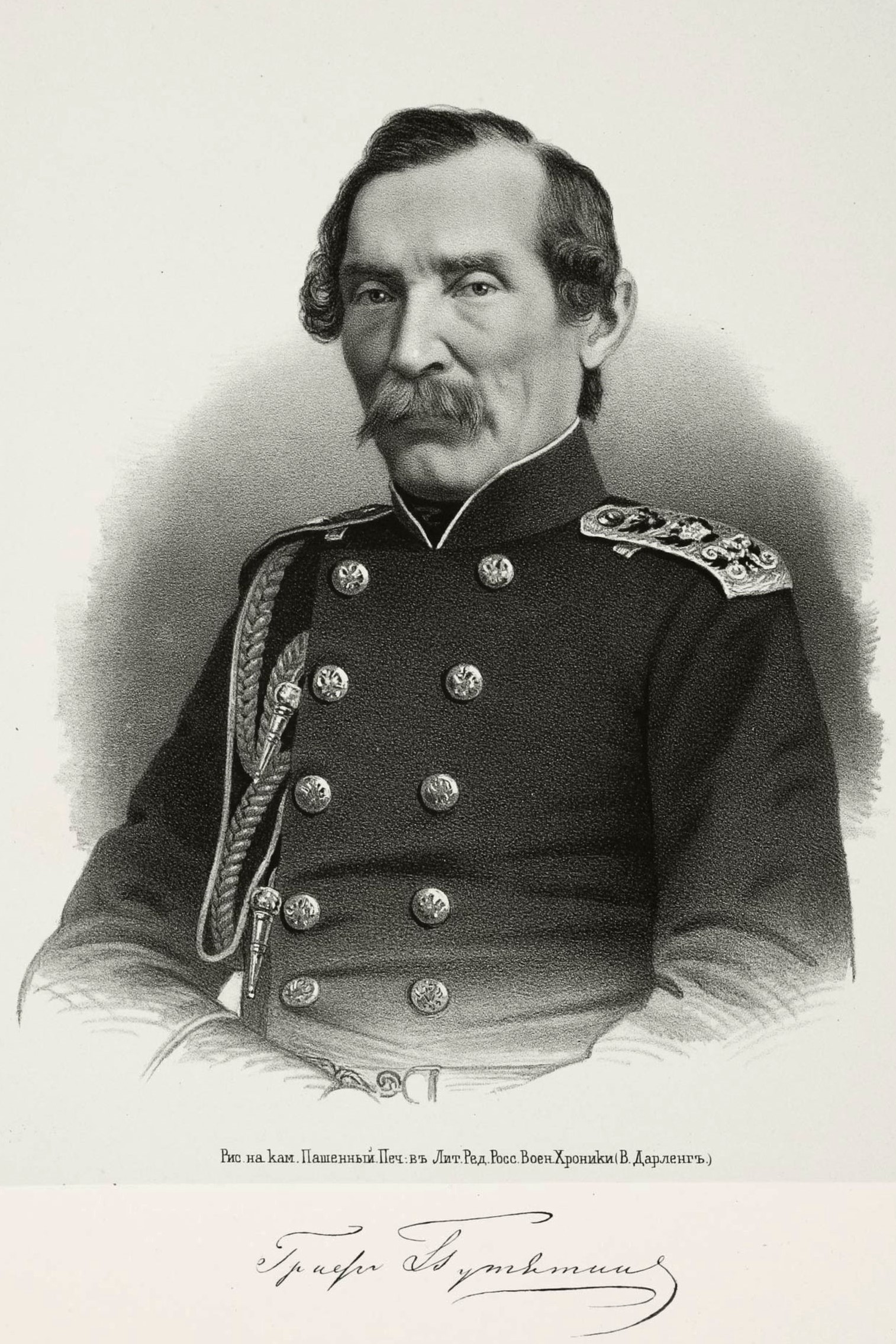
エヴフィミー・プチャーチン

1853年にアメリカ合衆国のマシュー・ペリー提督の浦賀来航（黒船来航）に続くようにロシア使節エヴフィミー・プチャーチンが3隻からなる艦隊を率いて長崎に来航。1853年にニコライ・ブッセが樺太を占領したが、同年3月のクリミア戦争勃発を受けて撤退した。1855年2月にプチャーチンは、伊豆半島の下田で困難な交渉の末、日露和親条約（Симодский трактат、下田条約）を締結した。
19世紀半ばに入ると、ロシアは農奴解放（1861年）を求める国内の改革への圧力と、クリミア戦争などのヨーロッパ方面での南下の試みの挫折を受けて、再び極東への進出を重視してきた。さらにプチャーチンは間をおいて再び長崎に来航し1858年に日露修好通商条約（Эдоский договор、江戸条約）を結んだ。これにより、下田・箱館・長崎の3港が開かれるとともに千島列島の択捉島と得撫島の間に両国の国境が定められた。
1861年にロシアは対馬の芋崎を数ヶ月占領して永久租借を要求したが、イギリスの介入によって退去した(ロシア軍艦対馬占領事件)。

## 国境確定交渉
日露修好通商条約により、日露の国境は千島列島の択捉島と得撫島の間にひかれたが、樺太（サハリン）については国境確定できなかった。その後数度の交渉を経て、1867年3月にサンクトペテルブルクで日露間樺太島仮規則が調印され、樺太の日露両属の確認と両国人の全島自由往来などが約されたが、この頃より樺太におけるロシアの南下が積極化し、亜庭湾の占拠、日本人漁民の基地クシュンコタン付近にまで駐営施設を設営するまでに至り、日露両国人の紛争が頻発するようになった。
日本では明治維新後、新政府において様々な論議がなされたが、開拓次官黒田清隆は樺太経営の不利益を説き、特に1873年の征韓派の下野後には、朝鮮へのロシアの介入の警戒、樺太ではロシアに対応できないことが認識されてきたため樺太放棄論が強まった。1874年1月駐露公使に任命された榎本武揚は、サンクト・ペテルブルクにおいてロシア外務省アジア局長スツレモフとの交渉を重ね、ロシア外相ゴルチャコフとの間に樺太・千島交換条約（Петербургский договор（サンクト・ペテルブルク条約）を締結。これにより千島列島全島は日本領、樺太（サハリン）はロシア領とする国境確定が行われた。

## 関係悪化と日露戦争

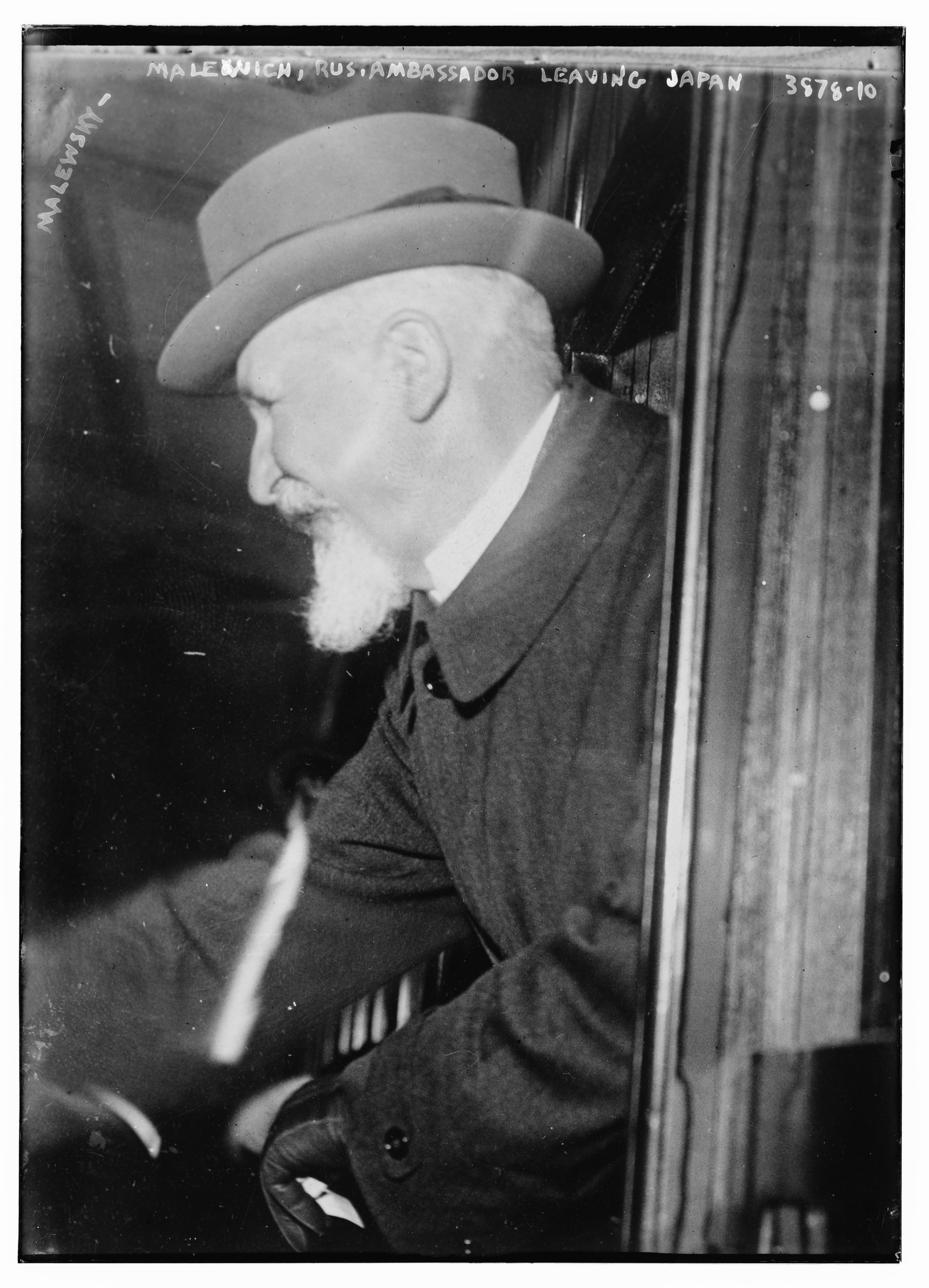
駐日ロシア帝国大使のニコライ・マレフスキー＝マレヴィチ（任期1908-1916）

1891年には来日中のロシア皇太子ニコライが警備にあたっていた警察官の津田三蔵に斬りつけられて負傷した大津事件が発生した。責任をとって外相青木周蔵が辞任した。また津田三蔵の裁判をめぐり、政府はロシアとの関係悪化を懸念して大逆罪適用による死刑判決が下るよう大審院に圧力をかけたが、大審院長児島惟謙は拒否して謀殺未遂罪で裁き、無期懲役の判決を下し、法治国家として司法権の独立を守ったことで知られる。 
同年に露仏同盟を締結し、フランスの資金でシベリア鉄道の建設を開始した。日清戦争（1894年7月 - 1895年4月）に日本が勝利し、日清講和条約が締結された。1895年にロシアは三国干渉を主導して、遼東半島を清へ返還させると、翌1896年清と露清密約を結んで東清鉄道の施設権を獲得、1898年には遼東半島の旅順・大連を租借した (旅順港・大連湾租借に関する条約)。これにより日本国内の対ロシア感情は大きく悪化した。同年にロシアは朝鮮から撤退し、日露間で韓国への干渉を制限する西・ローゼン協定が締結されたが、1899年に馬山浦事件が起きるなど、朝鮮に関して対立は継続した。
1900年6月の義和団の乱の際にロシア軍が江東六十四屯の虐殺を起こし、その後の混乱に乗じて満洲の南北全域を支配した。1902年1月に日本はロシアの清進出を嫌うイギリスと日英同盟を結んだ。同年4月にロシアは清国と満洲還付に関する露清条約を結び満洲からの撤兵を始めるものの、その後、対日強硬派のアレクサンドル・ベゾブラーゾフが台頭し、1903年に満洲からの撤兵を中断し、また、朝鮮（大韓帝国）の鴨緑江河口の龍岩浦へ軍事基地を設置しようとした (龍岩浦事件)。
1904年2月に日露戦争が始まり、1905年5月の日本海海戦を経て日本はそれに勝利する。また日露戦争中には日本はロシアの戦争継続を困難ならしめるため、ロシア第一革命への支援工作を行っていた（明石元二郎）ほか、ポーランド独立派のユゼフ・ピウスツキにも支援を行っている。

## 日露戦争後の関係改善
1905年9月のポーツマス条約で日本は満洲におけるロシアの権益を賠償として取得し、ロシアの極東進出は後退を余儀なくされた。またこの条約で南樺太が日本領となる。アメリカはポーツマス条約の仲介により漁夫の利を得て満洲に自らも進出し、極東への影響力強化を企んでいたが、このアメリカの影響力を排除することで日本とロシアは利害が一致し、数度に渡る日露協約を結んで満蒙（南北満洲と蒙古）における両国の権益・勢力範囲を分割した。ロシアとの協約成立は、ロシアの報復を恐れていた日本政府を安堵させるものであった。1906年4月に東京において日露協会が誕生した。また、1906年8月にはロシア国技師のカ・カ・ヨーキシ(ロシア語: К. К. Иокиш)が、清国ハルピンにある所有地および租借地を外国人、特に日本人へ譲渡したいという書簡を日本側に送り、その後、ハルピンが開市場となって日本とロシアの関係が深まった。
日露戦争後のイギリス・日本とロシアの間の歩み寄りの結果、1907年に第一次日露協約、日露新通商航海条約が結ばれ、1910年に第二次、1912年に第三次が締結されて二国間の相互理解と協力関係が強化された。
1908年にはロシアの軍艦が公海で日本の民間船を拿捕するという三重丸事件が起きている。1911年に日米英露の間でオットセイおよびラッコの保護条約である膃肭獣保護条約が結ばれた。
第二次大隈内閣時、1914年7月に始まる第一次世界大戦では共に連合国側に参戦することとなって友好関係が続き、1916年7月に第4次日露協約を結んで、日露両国は極東における相互の特殊権益の擁護を再確認した。ロシア政府の特使として同年1月に大正天皇即位の祝賀を名目に来日したゲオルギー・ミハイロヴィチ大公への返礼として、閑院宮載仁親王一行がロシアを訪問し、皇帝を初め、ロシア皇族・高官らと交歓した。

## 日本とソビエト連邦の関係

### ソビエト連邦建国と日本

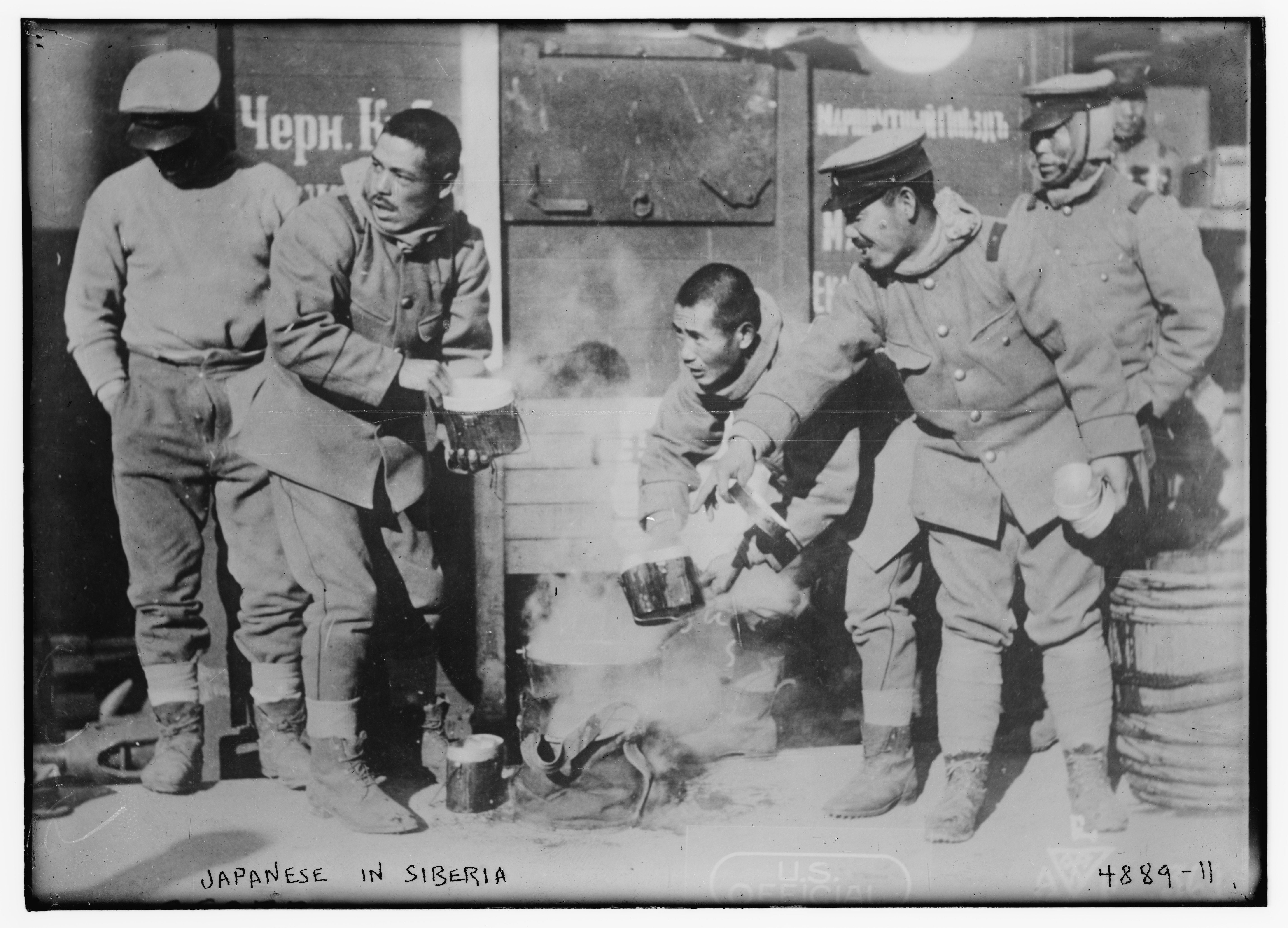
第一次大戦勃発でロシア支援にあたる日本人。シベリア、1915年

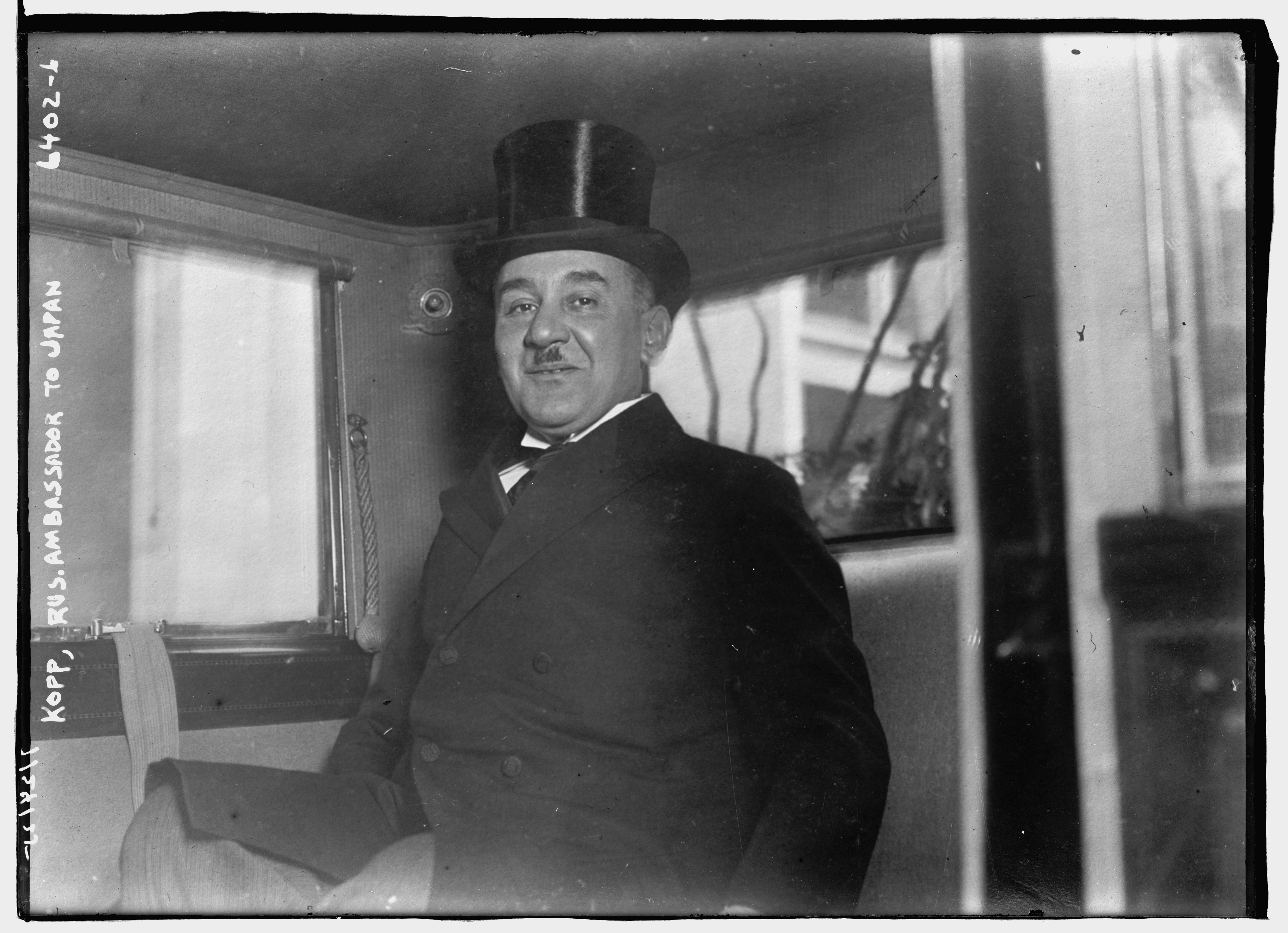
初代駐日ソビエト連邦大使ヴィクトル・コップ（任期1925-1927）

1917年にロシア革命が勃発してロシア帝国は打倒され、日露協約は廃棄されることになる。
1917年9月のロシア帝国の崩壊後、ロシアでは中央でソビエト政権を樹立したボリシェヴィキの赤軍と、それに反対して地方で抵抗を続ける白軍の間で内戦が続く混乱期に入った（ロシア内戦）。極東への共産主義の波及を怖れる日本は、同じくソビエトを敵視するイギリス・フランス・イタリアと歩調を合わせ、1918年1月に居留民保護を名目としてロシア極東の主要都市ウラジオストクに艦隊を派遣した。3月には、ロシアが連合国を無視してドイツとブレスト＝リトフスク条約を締結し、日本は中国と日支共同防敵軍事協定を結んだ。さらに内戦によりシベリアで孤立したチェコ軍団救援をアメリカが提案したことを受け、8月12日に日本軍は上陸を開始した。ロシア帝国の消滅を受けてロシア勢力圏の北満洲（外満洲）・沿海州へと勢力を広げる野心をもっていたとされる日本は、これにはじまるシベリア出兵に7万人以上の兵士を送り込んだ。
この日本の過大な出兵の結果、内戦への協調干渉を断念したアメリカは出兵を打ち切り、日本も1919年から徐々に撤兵を開始した。しかし、同年には日本軍の守備隊がパルチザンと衝突し、日本側は守備隊と居留民を殺害される尼港事件が起こって犠牲を払う。日本はこの事件をきっかけに、さらに北樺太まで出兵を広げるが、結局ソビエト政権の打倒はならず、1922年12月にソビエト連邦が建国され、ソビエトが沿海州に置いた緩衝国の極東共和国もソ連に併合されるに至る。同年、日本はようやくシベリアから完全撤兵するが、列強の一部がソビエト連邦の承認、国交樹立に動く中で関係回復は進展しなかった。また、シベリア撤兵後も石油・石炭資源の埋蔵が期待されていた北樺太には1925年まで駐留を維持していた。
しかし、隣国であるソ連との関係断絶は日本経済界への打撃も強く、また1919年7月のカラハン宣言に基づくソ連の中国への影響力増大から日ソ国交正常化を行ってこそ大陸での日本の権益を守れるとの主張もあらわれた。そのため日本側も国交正常化に前向きとならざるを得なくなり、1925年1月20日に北京で日ソ基本条約を締結した。
一連の動乱の中で、革命に反発してロシアを出国した数多くのロシア人たち、いわゆる白系ロシア人が日本に大量に流入し、ロシア・正教会の文化を日本にもたらした。1917年に元露国大使館内において露西亜人協会が設立され、1918年には会員数300名に達したとされる。また、1920年3月にはユダヤ系ロシア人のアナトリー・ヤコヴレヴィチ・グートマンが反過激派新聞「デイロ、ロシー」(Дело России)の発行を開始し共産主義の危険性を訴え、同年春には在日本露西亜国民統一会の設立を行った。
なお、シベリア出兵によってユダヤ陰謀論の元となるシオン賢者の議定書が日本に伝わった。この本の存在により日本はユダヤ研究を始め、むしろ日ユ同祖論を展開してユダヤ人を保護する方向へと向かった。
同じ頃、日本の社会主義者は在米日本人社会主義者団が中心となって、コミンテルンと接触しはじめた。

### 戦時下の日ソ関係
日ソ基本条約が結ばれた一方で、ソ連の主導した共産党の世界組織コミンテルンは、1922年に日本共産党を日本支部に指定してその地下活動を援助しており、日本の当局者を刺激していた。また、1924年には外モンゴルでソ連はモンゴル人民共和国を成立させ、モンゴルを勢力圏に置こうとしていた。このような状況を背景にして、日本では軍部を中心に満洲を極東に押し寄せる共産主義からの防衛線とすべきであるという考えが芽生え、これが同地を確保して日本の生命線とする構想が進められる一因となっていった。このような時代的な背景により、1932年に満洲事変が勃発、日本の後ろ盾のもとに満洲を領域とする満洲国（満洲帝国）が建国される。ソ連は満洲国を承認しなかったが、ロシア帝国から引き継いでいた北満鉄路（旧東清鉄道）を満洲国との合弁で経営し、1935年にこの利権を日本の南満洲鉄道に売却して、満洲からの撤退と勢力圏の整理を行った。
また、ソ連は極東に住む朝鮮人（高麗人）に「スパイ」容疑をかけて中央アジアに追放する一方で、朝鮮半島や満洲で抗日パルチザン活動を行う朝鮮人・中国人グループを支援していた。赤軍に編入された朝鮮人部隊の司令官が金日成で、そのソ連滞在中の1942年に生まれたのが息子の金正日であるとされている（金日成と金正日が指導者となった北朝鮮の公式発表では別の説明がされている）。
軍事的には満洲国の建国以来、満洲に駐留する日本の関東軍とソ連赤軍との間で緊張関係が続き、何度かの武力衝突が行われた（日ソ国境紛争）。1938年にはソ連と満洲の国境紛争（張鼓峰事件）、1939年5月からはモンゴルと満洲との国境紛争から大規模なノモンハン事件が起こった。両事件では日ソ両軍に大きな損害を出したが、ソ連軍の機甲部隊に大きな損害を与えられた日本側では「敗北」の認識が強く、その後の北進論に否定的な影響を与えた。
1939年9月にヨーロッパで第二次世界大戦が始まり、その直前に独ソ不可侵条約が結ばれるという激変の中、アジアでは日本と米・英・蘭との間での緊張が強まった。そこで、南進論によってイギリスとアメリカとの対立激化が避けられない日本と、不可侵条約を結んだナチス・ドイツとの関係が常に不安定なソ連の両国は自分の背後を固める必要性に迫られ、1941年4月に日ソ中立条約を結んだ。
しかし、同年6月にドイツが不可侵条約を破棄してソ連と戦争を始めると、7月日本軍は70万の兵士を関東軍特種演習と称して満蒙国境線に配備したが、南進計画決定により8月に中止された。これによりソ連軍は精鋭部隊を満洲国境からヨーロッパに投入し、モスクワ攻防戦などでのドイツ軍撃退に成功した。この時期の日本政府の戦略情報はソ連が送り込んだドイツ人スパイ、リヒャルト・ゾルゲなどが作った秘密情報網によってソ連（赤軍参謀本部）に漏れていた。この組織は10月にゾルゲ事件として摘発され、ゾルゲと日本側中心人物の尾崎秀実は1944年11月7日（十月革命記念日）に処刑された。また、1941年12月には太平洋戦争が勃発し、日ソ両国の開戦の可能性は遠のいた。
その後、第二次世界大戦は連合国側の勝利が確実となり、日本では1944年7月に成立した小磯国昭内閣および続く鈴木貫太郎内閣の時にソ連を仲介者とした和平交渉の可能性が模索された。一方、ソ連側は対独戦勝利の後に日本に侵攻し、日露戦争でロシア帝国が失った領土や権益を奪回をすることを狙い始めた。1945年2月のヤルタ会談で、ソ連のスターリン書記長はアメリカのフランクリン・ルーズベルト大統領から対日参戦条件として南樺太・千島列島、その後の北方領土を含む）の返還（併合）などを引き出し、ドイツ降伏後3ヶ月で対日攻撃を開始する秘密協定に調印した。これを受け、ソ連は4月に日ソ中立条約の非延長を通告し、1946年4月で同条約が失効することになった。また、近衛文麿元首相をソ連に派遣して和平交渉を行おうとした提案を拒否し、ソ連軍は大量にヨーロッパから極東へと移送された。日本側では関東軍司令部がこの異変を察知して民間人男子の「根こそぎ動員」による消極的防衛策を練ったが、和平交渉の仲介に期待する中央政府は目立った対応をしなかった。
そして8月8日にソ連は有効期間が残っていた日ソ中立条約を一方的に破棄して対日宣戦布告を行い、日本側勢力圏の満洲帝国、それに日本領の朝鮮半島北部（北緯38度線以北）・南樺太・千島列島を侵攻・占領した。9月2日に日本が降伏文書に調印するまで（歯舞諸島は降伏文書調印後に占領）約1ヶ月続いたこの戦争で多くの日本人が犠牲となり（満洲各地の開拓団などの民間人による多数の集団自決事件を含む）、民間人への略奪・婦女暴行事件も頻発した。また、降伏した日本軍（関東軍）将兵は捕虜としてシベリア（一部は中央アジアやヨーロッパ・ロシア）へと抑留された（シベリア抑留）。ソ連側も占守島の戦いなどで大きな損害を出し、スターリンによる北海道分割占領提案は戦後のソ連の強大化を警戒するアメリカのハリー・トルーマン大統領に拒否されたが、対日作戦そのものは勝利に終わり、ソ連はヤルタ秘密協定で示された参戦の見返りをすべて獲得した。

### 第二次大戦後の日ソ関係
- 1946年 - シベリア抑留者の帰国が開始される。同年、ソ連は南樺太・千島列島の旧日本領の領有を宣言。北方領土問題の端緒となる。
- 1948年 - 両国間の民間貿易協定の締結。同年、ソ連に占領された南樺太・千島列島に居住していた日本人島民が北海道に送還され、同地域はサハリン州の一部として完全にソ連化される。旧島民が集住した根室市などは北方領土返還要求の中心地になる。一方、日本国籍を喪失した朝鮮半島出身者は日本への移動を認められず、後の在樺コリアン問題につながる。
- 1950年 - ソ連共産党がコミンフォルムを通じて日本共産党の平和革命論を批判。その後の武装闘争路線の採用と党分裂へつながる。10月、中ソ友好同盟相互援助条約により、ソ連は中華人民共和国との間で日本の軍国主義復活の阻止を宣言する（-1980年）。
- 1951年 - ソ連や中華人民共和国も含めた「全面講和」を求める日本社会党を押し切り、日本の吉田茂首相はアメリカを中心とした西側陣営諸国との「単独講和」を決断し、サンフランシスコ講和会議に参加。ソ連代表はサンフランシスコ講和会議に出席したが、ポーランド・チェコスロバキアと共に日本国との平和条約（対日講和条約）への調印を拒否。
- 1952年 - 4月28日、サンフランシスコ講和条約発効により、日本は独立を回復。ソ連が参加した連合国軍最高司令官総司令部の対日理事会は解消されたが、日ソ間の国交断絶が続く。ソ連は「占領継続」を名目として東京の対日代表部を維持。同年、日本の国際連合加盟申請に対し、ソ連が拒否権を発動して阻止。以後もこの状況が続く。
- 1953年 - 3月5日、スターリン死去。同日、スターリン重体の情報で世界中の証券市場は混乱し、東京証券取引所も同日の終値が前日比37円80銭安の344円41銭、下落率10.0%の株価大暴落となる（スターリン暴落、現在でも1987年のブラックマンデーに次ぐ史上2位の下落率）。
- 1956年 - 10月19日、日本の鳩山一郎首相とソ連のニコライ・ブルガーニン閣僚会議議長が日ソ共同宣言を発表し、国交が回復する。また、平和条約調印後の歯舞群島・色丹島の返還を約束する。12月18日、ソ連は日本の国際連合加盟に対し、拒否権発動から支持に転換し、加盟が実現する。12月、最後のシベリア抑留者集団帰国が行われる（注：異説あり）。ただし、ごく一部にソ連国籍を取得し残留した旧抑留者も存在する。
- 1958年 - ソ連からサーカス団が初訪日。以後、日本では訪日したソ連（ロシア）の各サーカス団がボリショイサーカスと総称され、人気を得る。
- 1960年 - 9月、サッカー日本代表が初のソ連遠征を実施。以後、日ソ交流協定を利用して日本チームのソ連・西欧遠征が数度行われる。12月、ソ連が日米安全保障条約の延長に対抗して、1956年の日ソ共同宣言締結時に表明した歯舞群島と色丹島の日本返還を撤回。日本はこれに抗議。
- 1961年 - 日本の横浜港と沿海州のナホトカ港との間に旅客船の定期航路が開設。シベリア鉄道を経由した日本人の欧州渡航に広く利用される。アナスタス・ミコヤン第一副首相がソ連商品見本市開催に合わせて訪日。ゴルバチョフ政権以前で訪日した最高位のソ連要人となる。
- 1963年 - 日本共産党が米ソ英の3国間の主導で締結された部分的核実験停止条約を批判。
- 1964年 - 5月21日、日本共産党、党の決定に反し、衆議院本会議における部分的核実験停止条約批准採決で賛成した志賀義雄を除名。志賀らは「日本共産党（日本のこえ）」を結成し、ソ連共産党が支持。日ソ両国の共産党関係は冷却化し、相対的に日本社会党がソ連共産党との関係を緊密にする。10月、東京オリンピック開催。バレーボールでは男子でソ連が優勝（日本は3位）、女子では日本が優勝（東洋の魔女、ソ連は2位）。以後、同競技では男女ともに両国が優勝を争う時代が続く。
- 1965年 - 大相撲がソ連公演を実施し、モスクワとハバロフスクを訪問。
- 1967年 - 東京（東京国際空港）－モスクワ（シェレメーチエヴォ国際空港）間の航空路が開設され、日本航空とアエロフロートが運航を開始する。
- 1972年 - 11月13日、女優の岡田嘉子が1938年の樺太国境越境事件以来、34年ぶりに日本に帰国（1986年にソ連に帰国（ソ連国籍取得済み）、1992年にモスクワで死去）。11月28日、日本航空の旅客機がシェレメーチエヴォ国際空港で離陸に失敗し墜落。乗員・乗客76人中62人が死亡（日本航空シェレメーチエヴォ墜落事故）。
- 1973年 - 10月、日本の田中角栄首相がソ連を訪問し、レオニード・ブレジネフソ連共産党書記長と会談して日ソ共同声明を発表する。しかし、日本が中国と接近するようになり、両国間の首脳交流は長期間中断する（1998年、小渕恵三がソ連崩壊後のロシア連邦を公式訪問）。アエロフロート、新潟－ハバロフスク線の運航を開始（日本から初のシベリア・極東地域直行便）。
- 1975年 - 黒澤明監督のソ連・日本の合作映画、『デルス・ウザーラ』が公開され、モスクワ国際映画祭で金賞、アカデミー賞で外国語映画賞を獲得する。
- 1976年 - ベレンコ中尉亡命事件。MiG-25戦闘機に搭乗したソ連空軍中尉のヴィクトル・ベレンコが日本領空に侵入して函館空港に強行着陸し、後にアメリカへ亡命。
- 1977年 - ソ連の200海里漁業水域宣言に伴い、日ソ暫定漁業協定が締結。以後、北洋漁業はその更新や安全操業の確保（ソ連による漁船拿捕の防止）等が大きな課題になる。
- 1978年 - 日中平和友好条約で、中国側が求めた「ソ連覇権主義への批判」が外交問題になる。ソ連への刺激を警戒した日本の要求により、曖昧な表現で決着。
- 1979年 - 日本共産党の代表団がソ連を訪問し、ソ連共産党との関係を修復。
- 1980年 - 中ソ友好同盟相互援助条約が失効する（1950年-）。5月、日本は前年に発生したソ連のアフガニスタン侵攻に抗議して、同年7-8月の1980年モスクワオリンピックへの参加ボイコットを決定する。同年、陸上自衛隊の陸将補などがソ連に情報を伝えたスパイ事件が発覚。スパイ防止法制定要求など、日本国内の対ソ脅威論が高まる。
- 1983年 - 9月1日、大韓航空機撃墜事件が起こる。民間旅客機がソビエト支配下（日本は帰属未定地と主張）の南樺太・海馬島沖で領空を侵犯した後にソ連軍に撃墜され、日本人乗客28人を含め乗員・乗客269人全員が死亡。
- 1986年 - 5月、8年ぶりの日ソ外相会談がモスクワで行われ、両国関係の改善が始まる。7月、ミハイル・ゴルバチョフソ連共産党書記長、ウラジオストク演説で中距離核ミサイルSS20の削減を含む極東での軍縮・緊張緩和を提唱。
- 1989年 - ソ連、サハリン州への外国人訪問を解禁。宗谷海峡をチャーター船が運航され、日本人も南樺太や千島列島への訪問が可能になる。日本外務省は国民に対し、ソ連ビザによる北方領土地域への訪問を自粛するように要請。
- 1990年 - 1月15日、安倍晋太郎前自民党幹事長が率いる自民党代表団がミハイル・ゴルバチョフ・ソ連共産党書記長と会談。安倍・ゴルバチョフ両氏は「日ソ間の困難な問題（領土問題）を『叡智をもって解決する』」ことで合意。安倍8項目提案を受諾するとともに、1991年春「桜の咲くころ」の訪日を約束。7月25日、ミハイル・ゴルバチョフ大統領、訪ソ中の櫻内義雄・衆議院議長と会談。7月27日、ミハイル・ゴルバチョフ大統領、訪ソ中の池田大作・創価学会名誉会長と会談。1991年春に訪日する意向を伝達した[14]。
- 1991年4月 - ロシア・ソ連の最高指導者としては初めて、ミハイル・ゴルバチョフ大統領が日本を訪問する。ゴルバチョフ大統領は安倍晋太郎氏と会見し、「約束を果たしましたよ」と述べる。このほか、創価学会の池田大作名誉会長とも会見した。8月、ソ連共産党保守派による反ペレストロイカ・クーデターで日本政府はクーデターを非難し、ボリス・エリツィンらの改革派を支持。12月25日、ソビエト連邦の崩壊。日本は直ちに後継国家のロシア連邦、及び他の旧連邦加盟国を国家承認。旧ソ連の条約・協定などはロシア連邦に継承される。

## ソビエト連邦崩壊後の日露関係

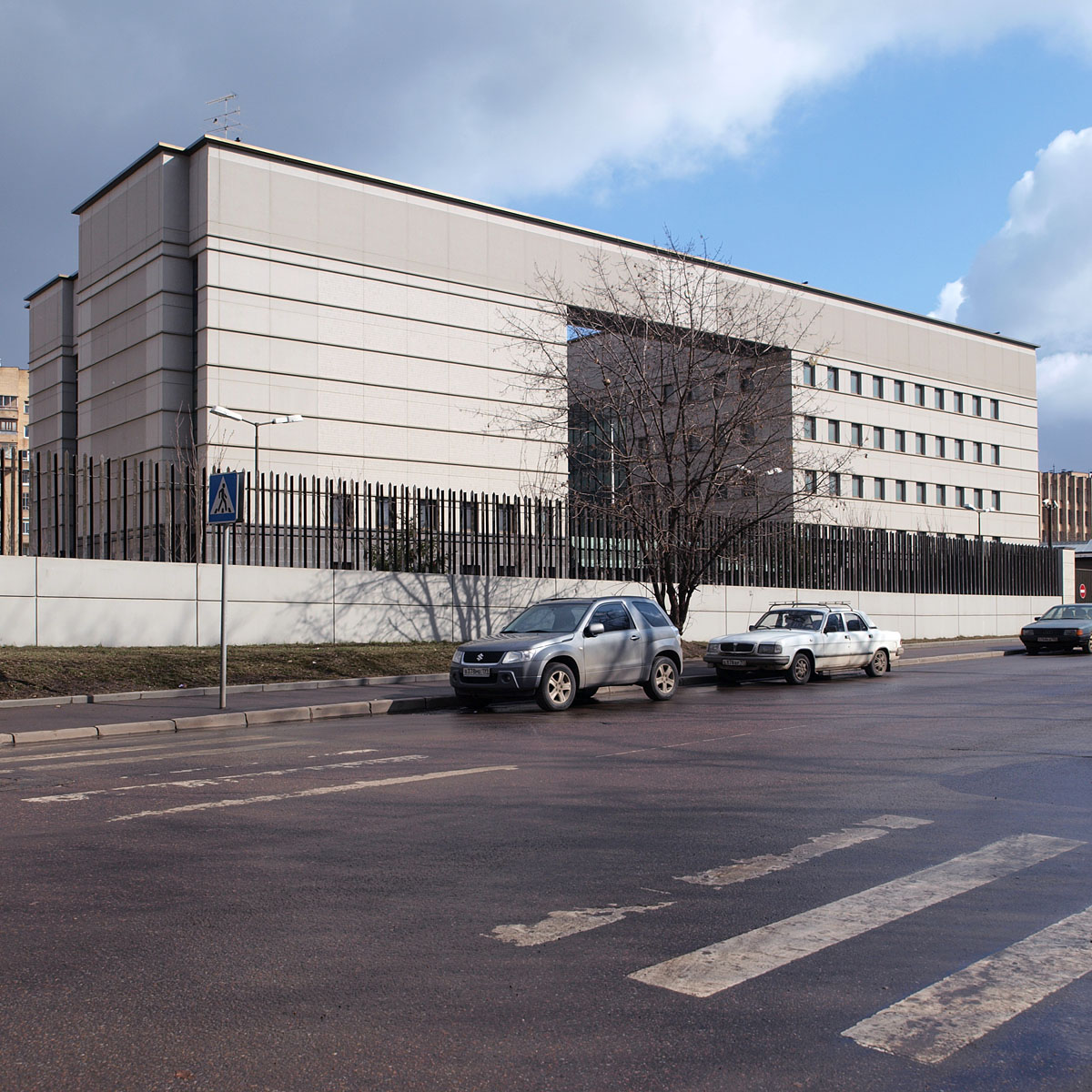
在ロシア日本国大使館

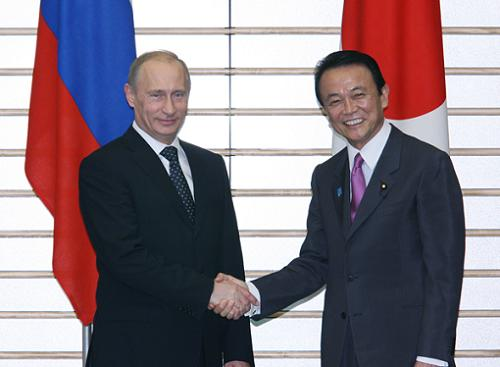
ロシア連邦政府議長ウラジーミル・プーチン（左）と内閣総理大臣麻生太郎（右）（2009年5月12日）

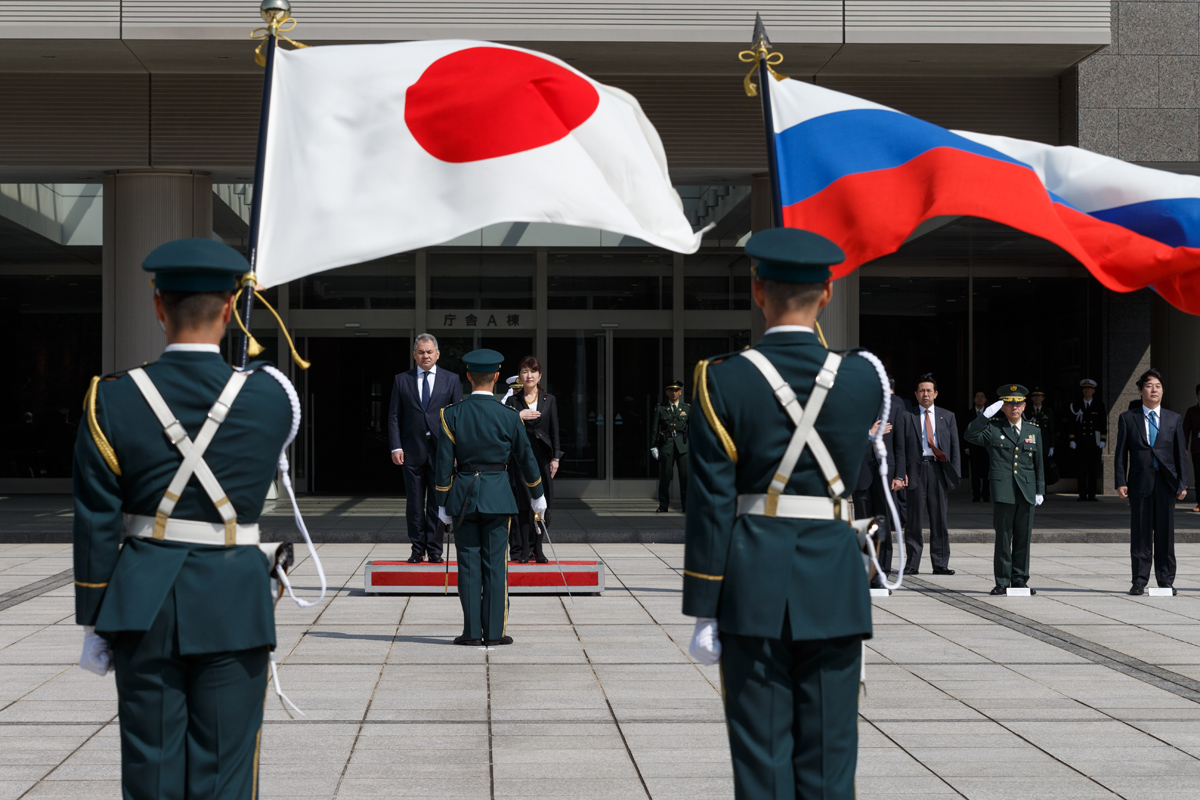
日露防衛相会談（2017年）

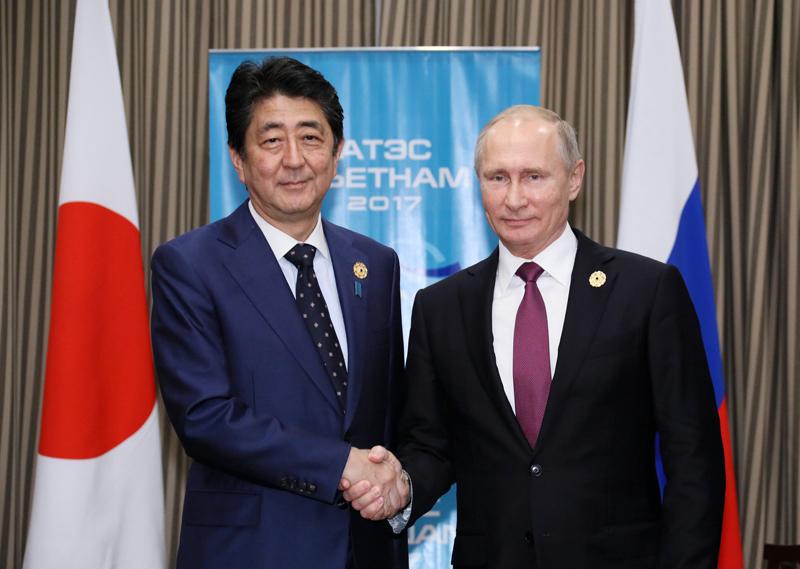
ロシア大統領ウラジーミル・プーチン（右）と内閣総理大臣安倍晋三（左）（2017年11月10日）

1991年12月のソビエト連邦の崩壊によってロシア連邦がソビエト連邦の権益・対外条約を引き継ぐとしたため、日本もこれを承認した。1993年にロシア連邦大統領ボリス・エリツィンが来日し、日本の細川護熙首相と会談した。エリツィンと橋本龍太郎首相は特に親密になり、相互訪問を行ってロシアの先進国首脳会議メンバー入りを支持し、北方領土問題にも解決の道筋を示したかに見えたが、返還交渉はまとまらなかった。2000年に就任した大統領ウラジーミル・プーチンは対外強硬派であり、首相小泉純一郎とたびたび会談しているが、北方領土問題を有利に解決したい双方の思惑のずれにより、問題解決には至っておらず、1956年の共同宣言以来の目標である平和条約締結の道筋も見出せない。また、日本・ロシア両国は北朝鮮に関する六ヶ国協議の参加国であるが、日本人拉致事件などを理由に北朝鮮に対する強硬姿勢を堅持する日本側と、拉致事件問題では日本側に理解を示しながらも北朝鮮との友好関係維持に腐心して経済支援に前向きなロシア側との立場の違いが表れている。
2006年（平成18年）8月16日、北海道根室市花咲港所属の漁船が歯舞群島の水晶島付近の海域で操業中に国境を侵犯したとしてロシア国境警備局の警備艇により追跡され、貝殻島付近で銃撃・拿捕され、乗組員1人が死亡する事件が発生した（第31吉進丸事件）。
また、同年9月にロシア政府は、樺太沖で三井物産、三菱商事、ロイヤル・ダッチ・シェルが出資・開発する海底油田「サハリン2」に対し、環境保護を理由に事業認可を取り消すとの方針を示した。このプロジェクトには以前より、国内外から環境問題に対する懸念が示されていたことも事実であるが、むしろロシア側が国営天然ガス会社ガスプロムの参加など、ロシア側に有利なように生産分与契約の改善などを求めるのではないかとの懸念が浮上している。実際には、ロシア政府から公式に上記のような要求が出された事実は無いが、もしそのような要求がなされた場合にはサンクトペテルブルクサミットにおける合意に違反するとして、アメリカなどからの懸念も招いている。
日露両国間の平和条約締結交渉は難航しているが、1996年から日本の海上自衛隊とロシア海軍の艦艇相互訪問は1999年の防衛交流覚書の調印につながり、2003年には陸上自衛隊とロシア陸軍との交流も開始された。冷戦の終結により米露関係も改善されたため、ロシア連邦軍による北海道侵攻と、逆に自衛隊やアメリカ軍によるロシア極東部（樺太・千島列島を含む）への攻撃は非現実的な仮想となり、日本政府は自衛隊の主力部隊を北海道から西日本へと展開した。北朝鮮問題では意見が食い違う両国政府も、他の問題では幅広い協力を行っている。温暖化問題で日本政府が推進した京都議定書については、制定から7年後の2004年にロシアが批准に踏み切り、2005年の発効が実現した。一方、ロシア国内で続くチェチェン問題については、日本はサミットの共同宣言などでテロリズムへの対抗を打ち出し、チェチェンの武装ゲリラに対するプーチン政権の強硬策を支持している。
また、ペレストロイカやエリツィン政権で混乱したロシア経済が、原油価格・天然ガス価格の高騰にも助けられてプーチン政権下で急成長を開始し、ロシアが新興経済発展国のBRICSの一員と見なされるようになると、日露間の経済関係も再び拡大に転じた。2006年の日本からの対露輸出は前年比で65パーセント増加、ロシアからの対日輸出は13パーセント増加となった。日本企業のロシア進出は、従来の石油・木材などの資源産業にとどまらず、同市出身のプーチンの意向を受けたともされるトヨタ自動車や日産自動車のサンクトペテルブルクへの工場進出などもある。一方、2007年にロシアの証券会社が日本に支店を開設し、日本の資金はロシアの株式市場へ直接投資できるようになった。また、特にモスクワでは「日本ブーム」と呼べる状況が生まれ、村上春樹・三島由紀夫・吉本ばなななどの作家の作品がロシア語に翻訳されている。
2009年2月18日にサハリンでロシアのドミートリー・メドヴェージェフ大統領と日本の総理大臣麻生太郎が会談し領土問題を「新たな、独創的で、型にはまらないアプローチ」の下、我々の世代で帰属の問題の最終的な解決につながるよう作業を加速。平和条約交渉に新たな方向性が出てきた。四島の帰属が確定しない限り平和条約は締結しない方針に変更はない。
またソ連崩壊後にウラジオストク入港許可が出たため、シベリア鉄道全線が乗車出来るようになり、日本の鉄道ファンから人気が出ている。
2010年11月、ロシアのメドヴェージェフ大統領は北方領土を訪問し、工場などを視察した。
2015年3月、鳩山友紀夫（元首相）と木村三浩（一水会代表）は日本政府の方針に反してクリミアを訪問した。4月26日、鳩山と木村はTV番組『西部邁ゼミナール』（TOKYO MX）に出演し、訪問の真意について語った。
2022年3月21日、ロシア外務省は、北方領土問題を含む日本との平和条約締結交渉を中断すると発表した。同日、北方領土での日本との共同経済活動から撤退し、北方領土への旧島民の墓参などを目的とした日本とのビザなし交流を停止することも発表した。ウクライナ侵攻を理由とした対露制裁への参加が理由とみられる。加えて同年5月4日、ロシア外務省は岸田文雄首相はじめ政府関係者や国会議員・民間人など63人を無期限でロシアへの入国禁止にする措置を決定したと発表した
。また、7月15日にも再びウクライナ侵攻制裁への対抗措置として、ロシア外務省は衆議院議員384人ロシア入国禁止を発表した。
2022年6月15日にはロシア艦艇が千葉県沖にまで南下しているのが確認された。

### 日本国内の旧ソ連資産に関する問題
旧ソビエト連邦は、1927年12月に東京都港区麻布台に大使館用の土地を購入。旧ソ連は他にも港区高輪にある通商代表部やタス通信東京支局など、日本国内に多くの土地を保有していた。
ソ連崩壊に伴い、それら施設は前述の通りロシア連邦が運営を引き継いでいるが、土地・建物等の固定資産の所有権についてはソ連崩壊時に関係15か国の間で結ばれた「在外資産の帰属と分割に関する条約」が存在するため、日本政府は「条約の当事国全ての同意がないと所有権の名義変更ができない」という立場を取っている。日本国内の固定資産の所有権についてはロシア・ウクライナの両国が所有権を主張していることから、日本政府は名義変更（登記の更生）の申請が出されても「同意がない」ことを理由に全て申請を却下している。
このため、ソ連崩壊の1991年から数十年が経過したのちも、在日ロシア大使館などの固定資産の所有名義は「ソヴイエト社会主義共和国連邦」のままという奇妙な事態が続いている。また通商代表部の建物などは老朽化が進んでいるが、同じ理由から再開発のための解体・建て替えもできない状況が続いており、ロシア側の関係者や一部メディアからは「（日本の外務官僚の）保身の論理にすぎない」と批判されている。
長崎市では、ソヴィエト連邦よりもさらに前のロシア帝国時代に建てられた領事館職員宿舎の跡地（約1500㎡）を巡り、ロシア・ウクライナ間の帰属争いのみならず職員宿舎跡地を占拠した住民らの存在が加わったため、複雑な紛争が発生している。
ロシア帝国は1875年、長崎市に領事館を開設し南山手町に職員宿舎を設置した。ところが1917年のロシア革命により職員宿舎は放置され、その跡地には第二次世界大戦後、長崎市への原子爆弾投下により被災した住民などが無断で住み着きバラックを建設したほか、別人への土地の転売や賃貸も発生した。長崎県と長崎市は戦後復興の過程で市内各所の公有地にある不法占拠バラック地区の撤去を進めたが、ロシア帝国領事館職員宿舎跡地に関しては「公有地ではない」としてバラックが放置された。
1987年、ソ連がこの職員宿舎跡地の所有権を主張し、長崎地方法務局に「ソヴィエト社会主義共和国連邦」名義で登記を行ったが、その4年後にソ連が崩壊した。1994年、ロシアは職員宿舎跡地について「日本政府がロシア連邦を『ソ連の継承国』であると閣議承認した」ことを根拠にロシア所有の土地であると主張し、住民らに侵入禁止と立ち退きを求める看板を掲出した。2000年には、ロシアが土地を占拠している住民らに退去と土地明け渡しを求める訴訟を長崎地方裁判所に提起した。一方住民側は居住開始から20年が経過したため民法上の時効が成立しており、土地はロシアではなく住民の所有であると主張した。この訴訟自体は2007年、住民が和解金を支払うことを条件にロシアから住民へ土地所有権を移転することで一部住民と和解、資力がない・連絡がつかない住民に対しては立ち退きを命じる判決が出されたことで解決した。
しかし、ウクライナが「在外資産の帰属と分割に関する条約」を根拠に旧ソ連資産の自国への帰属を主張したため登記上の名義が「ソ連」のままになっており、住民が和解金をロシアに支払ったにもかかわらず、ロシアから住民への土地所有権の移転が行われない状態が続いている。
この結果、ロシア帝国領事館職員宿舎跡地の一部は長崎市で最後に残った不法占拠バラック地区となっており、2020年時点では30棟ほどの住宅がありそのほとんどが廃墟化している（わずかに居住する住民がいないわけではない）ことから周辺住民は長崎市に安全対策を求めている。長崎市は対策としてロシア大使館への要請、空き家所有者への撤去指導を行っているが、解決の見通しが立たない状況が続いている。

## 両国間の紛争事案
- 北方領土問題
- 対日有害活動